# Imperialna Wyprawa Transantarktyczna

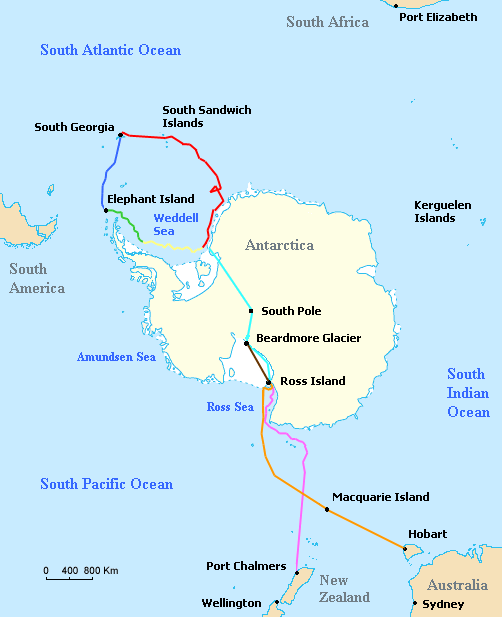
Mapa przedstawiająca przebieg wyprawy Shackletona:
rejs na pokładzie statku „Endurance” z Georgii Południowej w kierunku Antarktydy
dryf statku w paku lodowym do zatonięcia
dryf załogi i podróż w szalupach na Elephant Island
podróż szalupy Shackletona na Georgię Południową
planowana trasa przemierzenia kontynentu drogą lądową
podróż „Aurory” na Antarktydę
powrót „Aurory”
trasa ze składami zaopatrzenia

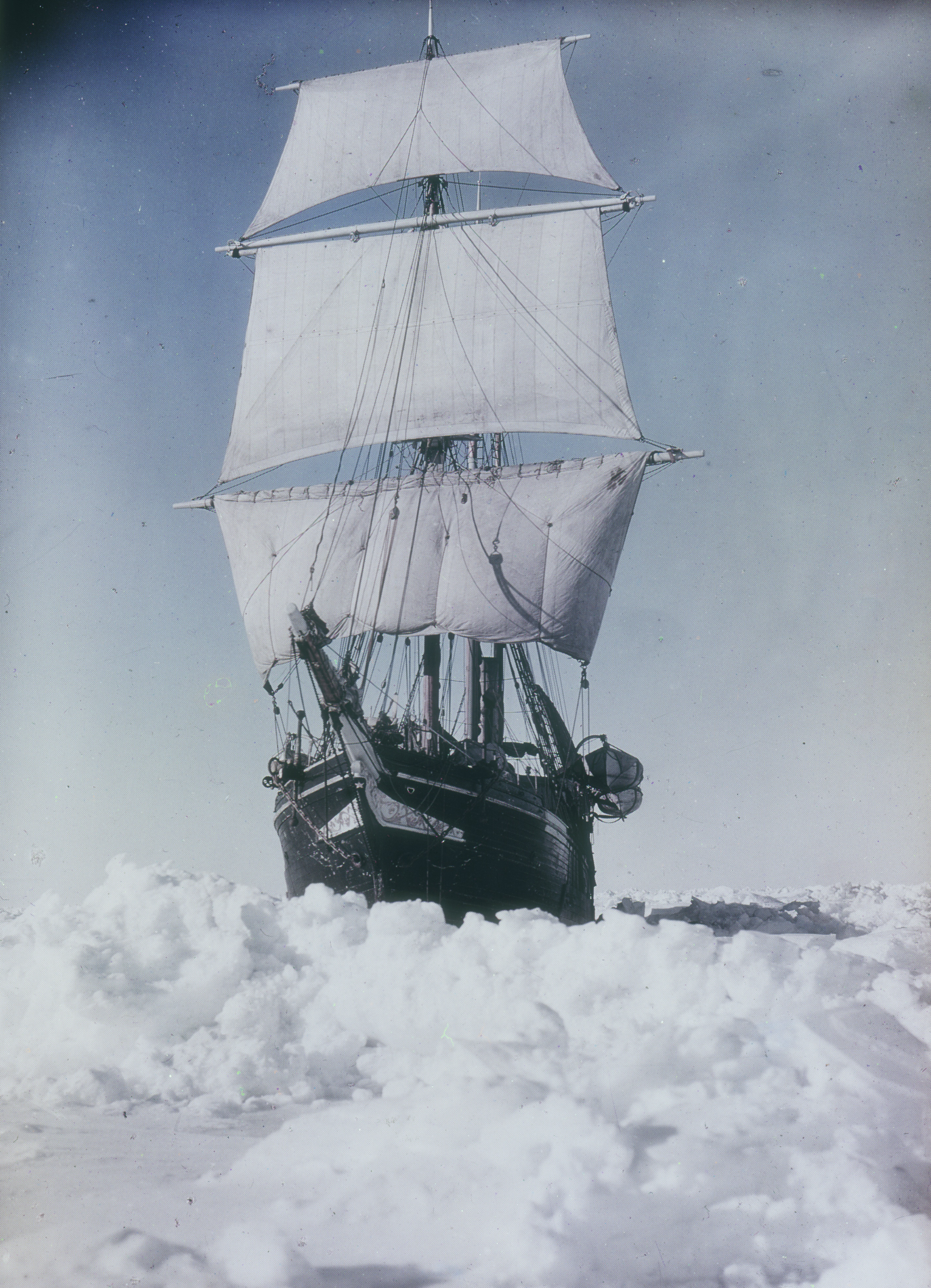
„Endurance” uwięziony w paku lodowym na Morzu Weddella (1915)

Imperialna Wyprawa Transantarktyczna także Wyprawa Endurance, Wyprawa Shackletona  – brytyjska ekspedycja badawcza na Antarktydę w latach 1914–1917 pod kierownictwem Ernesta Shackletona (1874–1922), której celem było przemierzenie kontynentu drogą lądową.
Jedna grupa pod kierownictwem Shackletona miała przejść od Morza Weddella przez biegun południowy do cieśniny McMurdo Sound na Morzu Rossa, a druga założyć bazę w McMurdo Sound, rozstawić składy zaopatrzenia dla Shackletona idącego od bieguna na północ, a następnie wyjść naprzeciw ekipie trawersującej kontynent i spotkać ją na Lodowcu Beardmore’a. 
Statek pierwszej grupy – „Endurance” – został uwięziony w paku lodowym na Morzu Weddella zanim zdołał dotrzeć do celu. Przez całą antarktyczną zimę 1915 roku dryfował na północ, aż został zmiażdżony i zatonął. Cała załoga zdołała się ewakuować i obozowała na lodzie, cały czas dryfując na północ. W końcu udało im się dopłynąć na dwóch szalupach uratowanych ze statku do wyspy Elephant Island. Shackleton wraz z pięcioma innymi uczestnikami wyprawy wybrał się jedną z szalup po pomoc do Georgii Południowej, pokonując 1300 km przez otwarte wody a następnie przeprawiając pieszo przez góry Georgii Południowej, zanim dotarł do bazy wielorybników. Bezzwłocznie podjął próby dotarcia do 22 członków załogi pozostałych na Elephant Island, jednak dopiero czwarta próba się powiodła. 
Statek drugiej grupy – „Aurora” – został zepchnięty na szerokie wody, gdzie wkrótce utknął w paku lodowym, tracąc ster i dryfując przez zimę w lodzie Morza Rossa. Grupa dziesięciu uczestników wyprawy utknęła na zimę na przylądku Cape Evans, z których trzech nie doczekało ratunku. Po ustąpieniu lodu „Aurorze” udało się dotrzeć do Nowej Zelandii. Po akcji ratunkowej na Elephant Island, Shackleton bezzwłocznie udał się na ratunek grupie na Morzu Rossa, zabierając ocalałych na pokładzie „Aurory” do Nowej Zelandii.
Wyprawa nie zdołała osiągnąć żadnego z postawionych jej celów. Jednak brawurowe akcje ratunkowe Shackletona zapisały się w historii, a sam Shackleton jest stawiany za wzór lidera na szkoleniach dla managerów. 

## Historia
Po zdobyciu bieguna południowego w 1911 roku przez Roalda Amundsena (1872–1928) i Roberta Falcona Scotta (1868–1912), kolejnym wyzwaniem dla polarników było przemierzenie kontynentu drogą lądową. Wyprawę taką planowali szkocki polarnik William Speirs Bruce (1867–1921) czy niemiecki podróżnik Wilhelm Filchner (1877–1957), którym jednak nie udało się zebrać wystarczających funduszy. 
Plany Bruce’a przejął za jego zgodą irlandzki polarnik Ernest Shackleton (1874–1922), który wcześniej poprowadził Brytyjską Wyprawę Antarktyczną (1907–1909). Plany te zakładały dotarcie 14-osobowej załogi do zatoki Vahsel Bay na Wybrzeżu Leopolda, skąd 6-osobowa wyprawa pod kierownictwem Shackletona miała przebyć 2900 km drogą lądową i przez biegun południowy dotrzeć do cieśniny McMurdo Sound na Morzu Rossa. Shackleton początkowo rozważał przejście trasą Amundsena poprzez Lodowiec Axela Heiberga do Zatoki Wielorybiej, jednak odrzucił tę opcję z uwagi na trudności techniczne i brak przewodnika, wybierając swoją dawną trasę . Ekspedycja miała zbierać dane geomagnetyczne i meteorologiczne oraz prowadzić obserwacje z zakresu glacjologii i geologii. Druga wyprawa miała założyć bazę w McMurdo Sound i rozstawić składy zaopatrzenia dla Shackletona idącego od bieguna na północ. Członkowie tej wyprawy mieli wyjść na przeciw ekipie trawersującej kontynent i spotkać ją na Lodowcu Beardmore’a. Członkowie pozostali na Morzu Weddella mieli udać się na badania w stronę Ziemi Grahama i Ziemi Enderby a także badać samo wybrzeże Morza Weddella. Statki ekspedycji miały badać wody przybrzeżne i wybrzeża. 
Według szacunków Shackletona koszt organizacji wyprawy wynosił przynajmniej 50 tys. funtów, jeśli nie 80 tys. funtów. Finansowanie ekspedycji oparł na prywatnych darczyńcach i wsparciu rządu brytyjskiego (10 tys. funtów). Królewskie Towarzystwo Geograficzne (ang. Royal Geographical Society) przeznaczyło 1000 funtów, z czego Shackleton wziął 500. Najhojniejszymi donatorami byli szkocki przemysłowiec James Key Caird (1837–1916), który zapewnił 24 tys. funtów, i angielski przedsiębiorca Frank Dudley Docker (1862–1944), który przekazał 10 tys. funtów. Ekspedycję wsparły również Janet Stancomb-Wills (1854–1932) i Elizabeth Dawson-Lambton.   
Na potrzeby ekspedycji zakupiono dwa statki: pierwszym był „Polaris” – przemianowany przez Shackletona na „Endurance”, a drugim „Aurora” – dawny statek Australijsko-azjatyckiej Wyprawy Antarktycznej (1911–1914) pod kierownictwem Douglasa Mawsona (1882–1958).
Shackleton zakupił również 100 psów zaprzęgowych oraz najbardziej zaawansowany technologicznie sprzęt, m.in. łatwo rozstawiane namioty, płócienne buty wyściełane filcem – tzw. buty Shackletona (ang. Shackleton boots) oraz specjalne racje żywnościowe, bazujące na odwodnionej żywności i kapsułki z sokiem z cytryn.   
Po zapewnieniu finansowania, Shackleton opublikował plany ekspedycji w styczniu 1914 roku, co zaowocowało nadesłaniem ponad 5000 aplikacji od chętnych do udziału w wyprawie. Shackleton wybrał 56 osób, w tym doświadczonych polarników.  
Po wybuchu I wojny światowej Shackleton oddał statki i wszystkich członków ekspedycji do dyspozycji rządu Wielkiej Brytanii, jednak Winston Churchill (1874–1965), ówczesny Pierwszy Lord Admiralicji nakazał podjęcie wyprawy zgodnie z planem. 4 sierpnia 1914 roku król Jerzy V udzielił oficjalnej zgody i ekspedycja Shackletona wyruszyła w drogę do Buenos Aires.        

## Przebieg wyprawy

### Grupa Morza Weddella

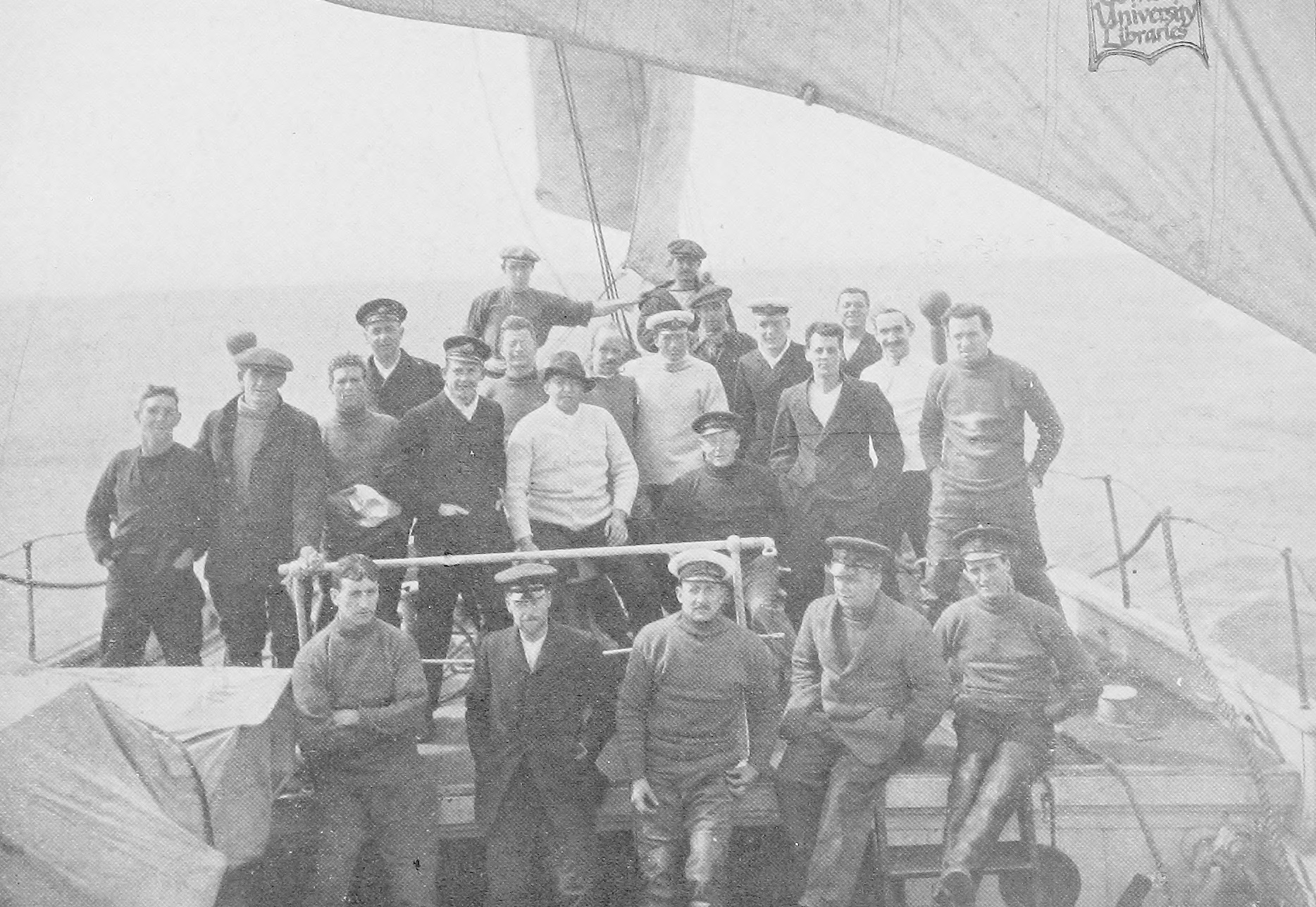
Grupa Morza Weddella
(ang. Weddell Sea party) – od góry od lewej do prawej: Albert Ernest Holness (1892–1924), William Lincoln Bakewell (1888–1969), William Stephenson (1889–1953), Walter How (1885–1972), Harry McNish (1874–1930), Reginald W. James (1891–1964), Frank Wild (1873–1939), Frank Worsley (1872–1943), Hubert Hudson (1886–1942), Charles Green (1888–1974), Alfred Cheetham (1866–1918), Tom Crean (1877–1938), Leonard Hussey (1891–1964), Lionel Greenstreet (1889–1979), Ernest Shackleton (1874–1922), Daniel Gooch (1869–1926), Rathewson, Frank Hurley (1885–1962), Robert Clark (1882–1950), James Wordie (1889–1962), Alexander Macklin (1889–1967), George Marston (1882–1940) i James McIlroy (1879–1968)

„Endurance” wypłynął z Plymouth 8 sierpnia 1914 roku, a Shackleton dołączył do załogi w Buenos Aires. 26 października statek wyruszył do Georgii Południowej. Ostrzeżony przez norweskich wielorybników przed wyjątkowo trudnymi warunkami związanymi z obecnością paku lodowego Shackleton odczekał miesiąc, wzmacniając statek, trenując psy i prowadzać badania naukowe. Ostatecznie „Endurance” wypłynął z Georgii Południowej 5 grudnia. 
Dwa dni później, na szerokości 57°26′S statek wpłynął niespodziewanie w szeroki pas paku lodowego, którego obecność tak daleko na północy była zaskoczeniem. Przez kolejne dni „Endurance” manewrował przez pak, lecz 14 grudnia utknął na 24 godziny, a 18 grudnia ponownie został uwięziony przez lód. Podróż trwała bardzo wolno, przez kolejne trzy tygodnie statek dotarł na szerokość 76°27′S do wybrzeża, które Shackleton nazwał na cześć głównego sponsora wyprawy Wybrzeżem Cairda. 
19 stycznia osiągnął szerokość 76°34′S i na dobre utknął w lodzie. Próba uwolnienia jednostki nie powiodła się a uwieziony w lodzie „Endurance” stał się bazą na zimę. Statek dryfował z lodem na północ, a od lipca zaczął odczuwać napór lodu. 24 października jednostka zaczęła przeciekać, a 27 października Shackleton wydał rozkaz jej opuszczenia. Statek znajdował się wówczas na 69°05′S i 51°30′W. Załoga uratowała zapasy i sprzęt, i rozbito obóz w pobliżu wraku, który unosił się na powierzchni lodu. 

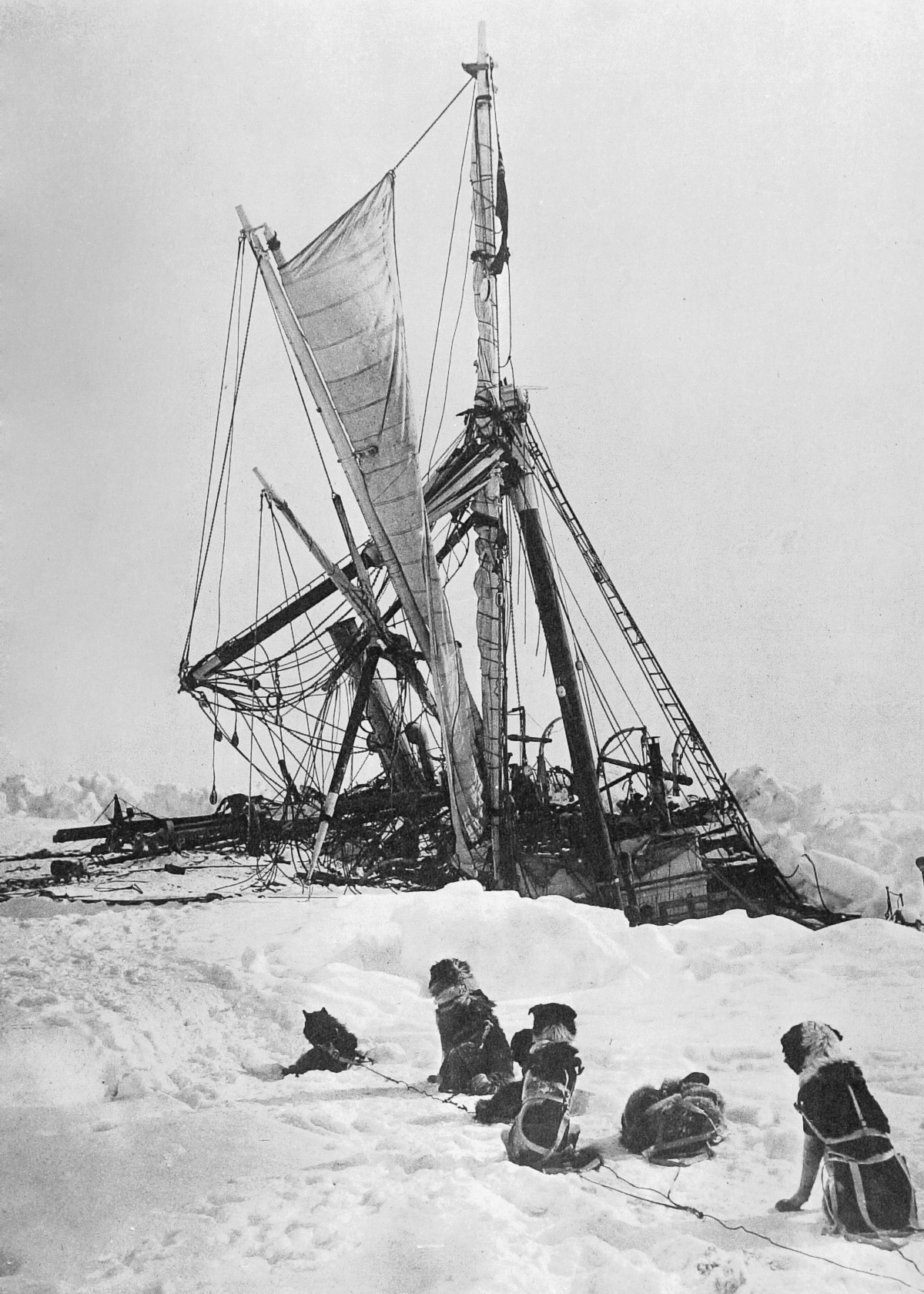
Tonący „Endurance” (1915)

Plany przejścia przez kontynent zostały zarzucone, a Shackleton skupił się na uratowaniu załogi. Zaproponował przeprawę do Paulet Island, oddalonej o ponad 550 km, gdzie znajdowała się chata zbudowana przez Szwedzką Wyprawę Antarktyczną i zapasy zostawione przez misję ratunkową. Przed wyruszeniem w długi marsz Shackleton rozkazał zabicie najsłabszych zwierząt, szczeniąt i kota Mrs Chippy. Marsz okazał się bardzo trudny i powolny z uwagi na ciągniecie trzech szalup ratunkowych na saniach po nierównym terenie wymagającym przebijania się przez lód. Shackleton zdecydował o rozbiciu obozu na solidnej krze i czekania do czasu, aż warunki będą bardziej sprzyjające i umożliwią przeprawę na północny zachód łodziami. Założono obóz Ocean Camp dokąd przeniesiono wszystkie zapasy z pierwszego obozu Damp Camp i przez kolejne tygodnie wydobywano z wraku ubrania i rzeczy osobiste. Załoga zachowała racje żywnościowe na dalszą podróż, a podczas pobytu w obozie odżywiano się mięsem fok i pingwinów. „Endurance” ostatecznie zatonął 21 listopada 1915 roku. 

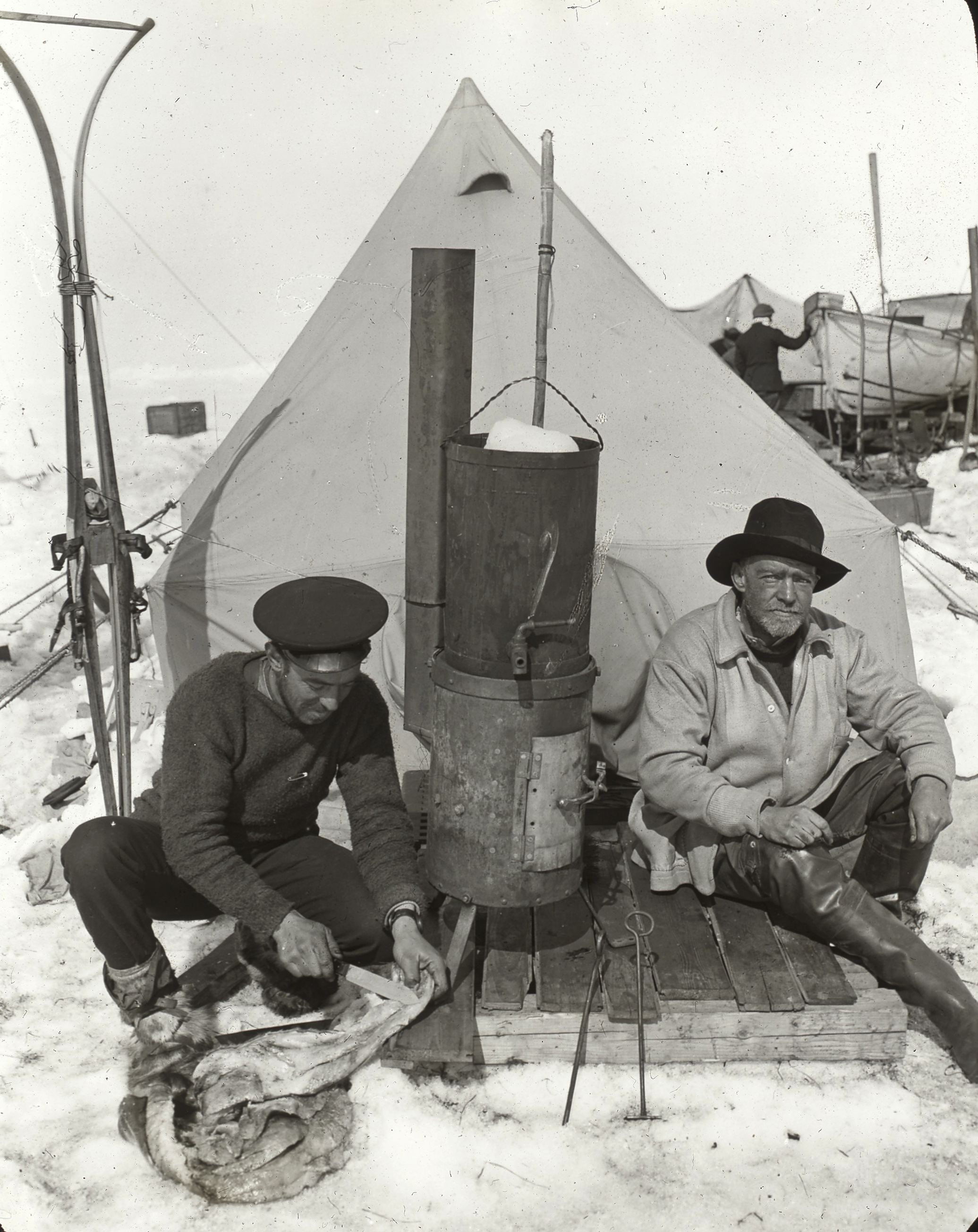
Hurley and Shackleton, Patience Camp (1916)

Pod koniec grudnia podjęto kolejną próbę marszu w stronę Paulet Island, którą jednak zarzucono po 6 dniach i rozstawiono kolejny obóz Patience Camp, w którym załoga pozostała przez kolejne trzy i pół miesiąca. Postanowiono poczekać, aż dryft północny przemieści wyprawę nad otwarte wody. Zapasy żywności zaczęły się kończyć, a w styczniu, by zmniejszyć zapotrzebowanie na mięso fok, Shackleton rozkazał zastrzelić wszystkie drużyny psów za wyjątkiem dwóch, które zostały zastrzelone i zjedzone na początku kwietnia. Dryft przeniósł obóz na szerokość Paulet Island ok. 110 km na wschód od samej wyspy. Popękany lód uniemożliwiał jednak przeprawę saniami. Chociaż stały ląd był w zasięgu wzroku – Mount Haddington na Wyspie Jamesa Rossa – to dotarcie tam nie było możliwe a obóz dryfował na lodzie dalej w kierunku północnym. Shackleton upatrywał możliwości ratunku w wydostaniu się na otwarte wody i dopłynięciu do wysp w archipelagu Szetlandów Południowych – Clarence Island lub Elephant Island, oddalonych o ok. 185 km od pozycji obozu pod koniec marca 1916 roku. 7 kwietnia dostrzeżono Clarence Island, jednak Shackleton rozpatrywał kurs na Deception Island, gdzie często pojawiali się wielorybnicy. 

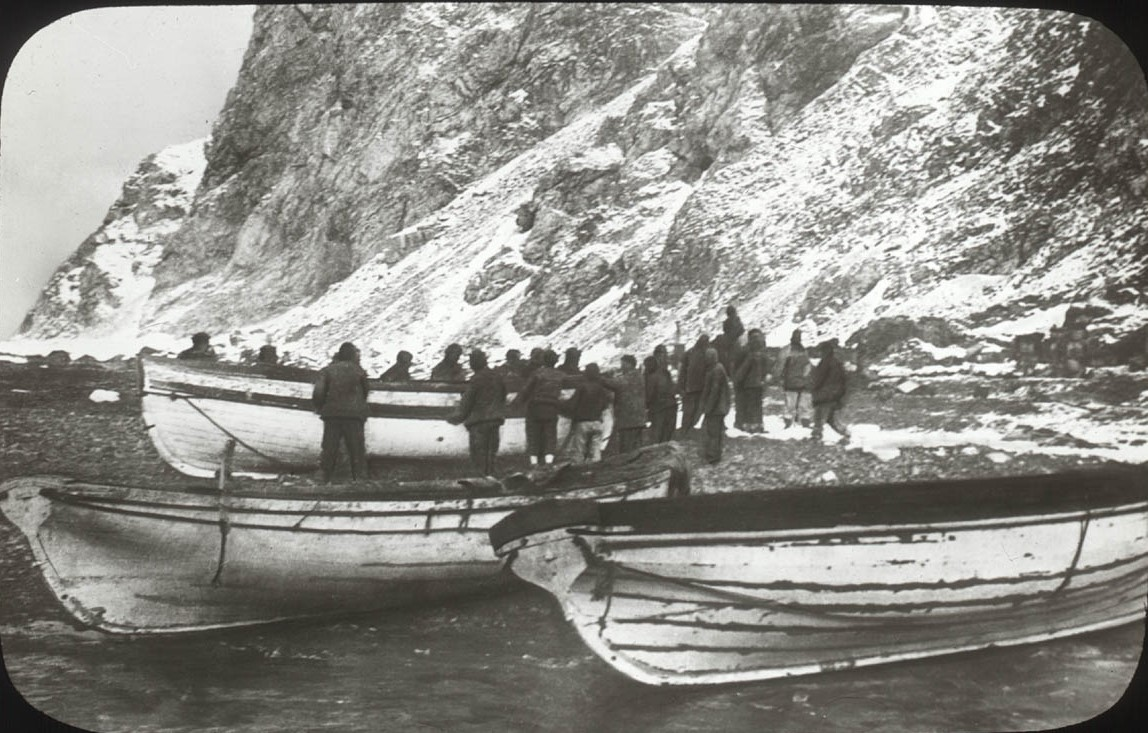
Trzy szalupy „Endurance” na Elephant Island (1916)

Wyprawa łodziami została wymuszona po tym jak 8 kwietnia pękła kra, na której znajdował się  Patience Camp. Załoga przygotowała wszystkie szalupy to przeprawy – Shackleton objął dowództwo „James Caird”, która mieściła 11 osób; Worsley – „Dudley Docker” z 9 osobami, a Hudson i Crean mieli poprowadzić „Stancomb Wills”. Łodzie częściowo żeglowały, częściowo były unoszone na krach – postęp w podróży był powolny i niekoniecznie w pożądanym kierunku. Z uwagi na niekorzystny wiatr Shackleton musiał zmienić plany i zdecydował się na lądowanie w Zatoce Nadziei. Jednak wkrótce, biorąc pod uwagę pogarszający się stan zdrowia załogi zmienił decyzję i obrano kurs na Elephant Island, do której było nieco ponad 200 km. Po siedmiu dniach podróży wyprawa wylądowała w końcu na Cape Valentine na Elephant Island. Załoga była wycieńczona sztormem, zimnem, głodem i pragnieniem. Brzeg Cape Valentine nie nadawał się do założenia obozu i Frank Wild udał się na poszukiwanie odpowiedniej lokalizacji. Udało mu się znaleźć odpowiednie miejsce, nazwane Cape Wild, i tam utworzono obóz, w którym załoga czekała na ratunek przez cztery miesiące. 

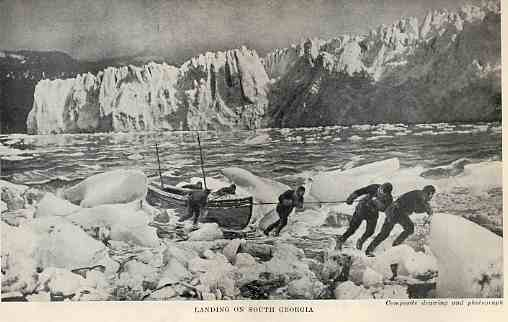
Lądowanie „James Caird” na Georgii Południowej, obraz najprawdopodobniej autorstwa George’a Marstona (1882–1940)

Wobec zbliżającej się zimy, pogarszającego się stanu zdrowia załogi i niewielkich szans na odnalezienie,  Shackleton zaczął planować misję ratunkową do Georgii Południowej oddalonej o ponad 1287 km. Do podróży przystosowano szalupę „James Caird”, m.in. wzmocniono jej stępkę i wstawiono dodatkowy maszt. 24 kwietnia w drogę wyruszyli Shackleton, Worsley, McNish, McCarthy, Vincent i Crean. Do celu dotarli po 16 dniach dzięki umiejętnościom nawigacyjnym Worsley’a, po drodze walcząc z wichurami i uderzeniem fali wyjątkowej. Po dopłynięciu do południowego wybrzeża wyspy, sztorm zepchnął łódź na klify Wyspy Annienkowa, skąd załodze udało się dotrzeć do Cave Cove na Cape Rosa w zatoce King Haakon Bay. Ponieważ szalupa nie zniosłaby podróży na północ wyspy do znajdujących się tam stacji wielorybniczych, grupa musiała przeprawić się pieszo. Shackleton, Worsley i Crean przeprawili się przez górskie tereny wyspy do oddalonej o 35 km stacji wielorybniczej Stromness w ciągu 36 godzin. Podczas przeprawy Shackleton wraz z towarzyszami doświadczyli syndromu trzeciego człowieka.

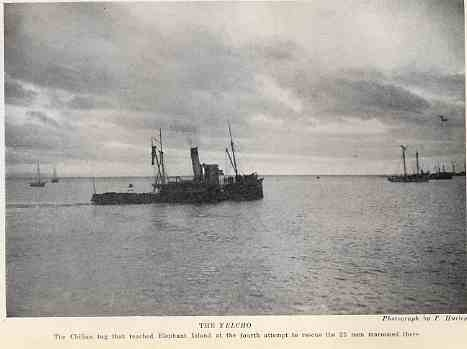
Chilijski parowiec „Yelcho” (1916)

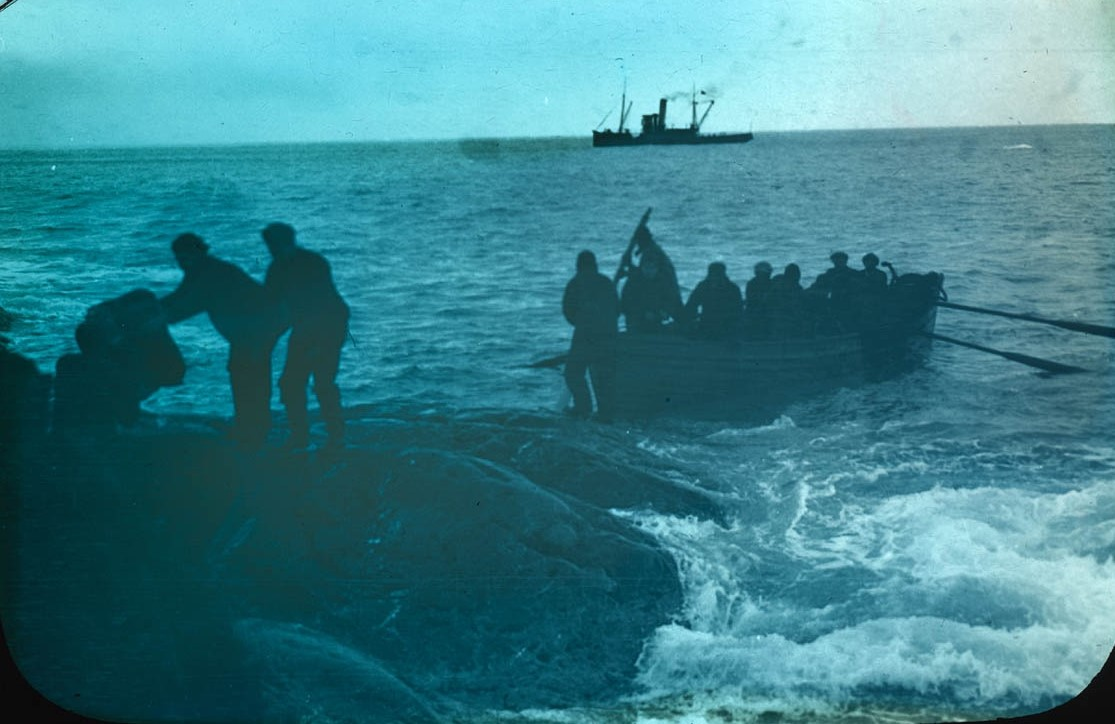
Akcja ratunkowa grupy na Elephant Island (1916)

Stacja wysłała natychmiast statek z Worsley’em po pozostałych na południu wyspy członków załogi. Shackleton bezzwłocznie podjął próby dotarcia do 22 członków załogi pozostałych na Elephant Island. Pierwsze trzy próby nie powiodły się. Pierwsza podjęta na statku „The Southern Sky”, który cumował na zimę w porcie stacji Husvik, musiała zostać przerwana z uwagi na utworzenie się paku lodowego w drodze na wyspę i statek udał się na Falklandy. Na miejscu Shackleton skontaktował się z rządem brytyjskim, lecz ten był w stanie zapewnić statek dopiero w październiku. Rząd Urugwaju udostępnił jednostkę „Instituto de Pesca No. 1”, która dotarła do Port Stanley w czerwcu. Druga misja również została uniemożliwiona przez pak lodowy. Następnie Shackleton, Worsley i Crean udali się do Punta Arenas skąd w lipcu wypłynęli w trzecią misję ratunkową na statku „Emma” Allana MacDonalda – lecz po raz trzeci napotkali na pak lodowy i musieli zrezygnować. 
Shackleton nie poddawał się i do czwartej próby wyprosił od rządu chilijskiego parowiec „Yelcho”. 30 sierpnia 1916 roku udało się dotrzeć do wyspy i podjąć wszystkich 22 pozostałych członków załogi. 3 września statek dopłynął do Punta Arenas, a 27 września do Valparaiso, gdzie przywitało ich 30 tys. osób. 

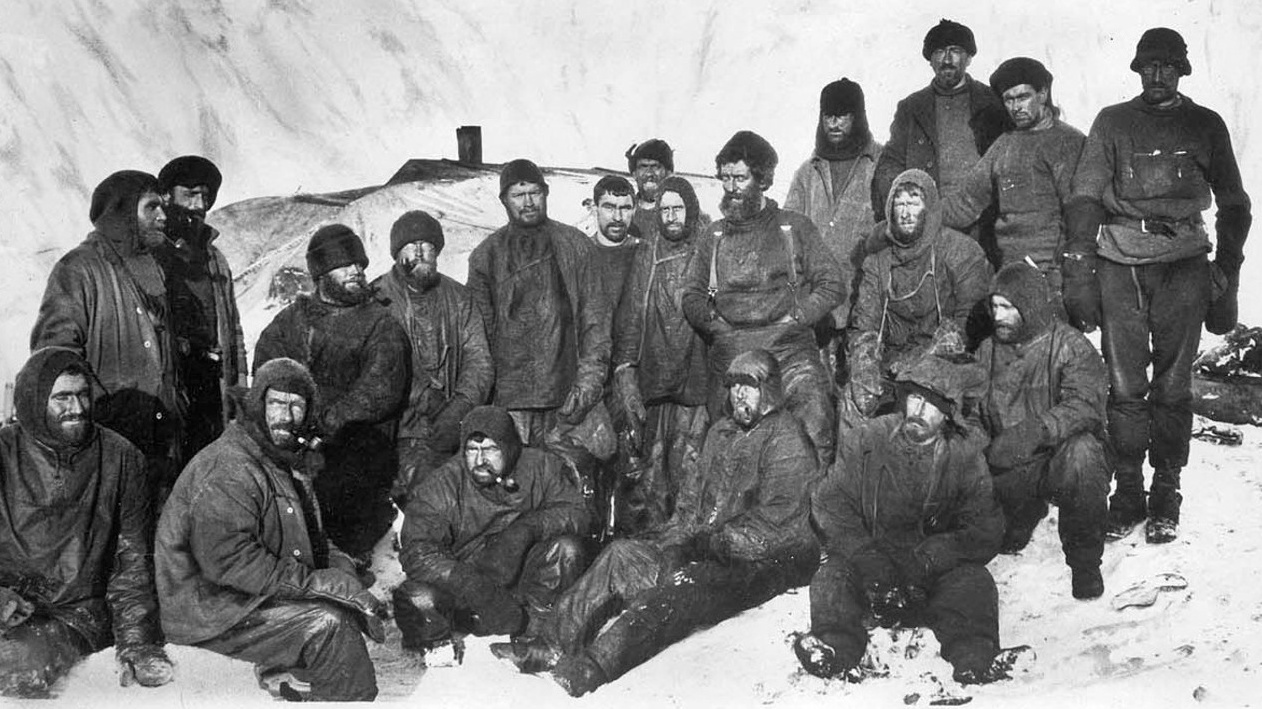
Grupa Elephant Island
(ang. Elephant Island party) – w rzędzie pierwszym: Green, Wild, How, Cheetham, Hussey, Rickinson, Bakewell, w rzędzie drugim: Greenstreet, McIlroy, Marston, Wordie, James, Holness, Hudson, Stephenson, McLeod, Clark, Orde-Lees, Kerr, Macklin (10 Maja 1916); zdjęcie autorstwa Hurley’a

Mężczyźni przeżyli na Elephant Island 4 miesiące (105 dni), żyjąc pod dwoma odwróconymi do góry dnem łodziami, zmagając się z niedoborami żywności i problemami zdrowotnymi. Grupą dowodził Frank Wild, motywując wszystkich do walki o przeżycie i pracy na rzecz grupy. Grupa była bardzo zróżnicowana – niektórzy mieli doświadczenie polarne (Alfred Cheetham, Frank Hurley czy George Marston), inni doświadczenie pracy na statkach rybackich, część była naukowcami (James Wordie, Robert Clark, Leonard Hussey czy Reginald James), lekarzami (Alexander Macklin czy James McIlroy) czy oficerami marynarki (kapitan Thomas Orde-Lees). Każdy dzień Wild traktował jako możliwy dzień ratunku, utrzymując grupę w gotowości do szybkiego opuszczenia wyspy. Z chęci podtrzymania nadziei na szybki ratunek, odmówił magazynowania mięsa, co doprowadziło do konfliktu z Orde-Leesem. W soboty organizowano wieczory z muzyką przy akompaniamencie banjo, które zabrano z pokładu „Endurance”. Do dyspozycji rozbitkowie mieli pięć tomów Encyklopedii Britannica, trzy powieści i jedną książkę kucharską. Z czasem Wild zaczął rozważać opcję opuszczenia wyspy i udania się w niebezpieczną podróż na wody uczęszczane przez statki wielorybnicze w okolicach Deception Island, ratunek przyszedł jednak na czas. 

### Grupa Morza Rossa

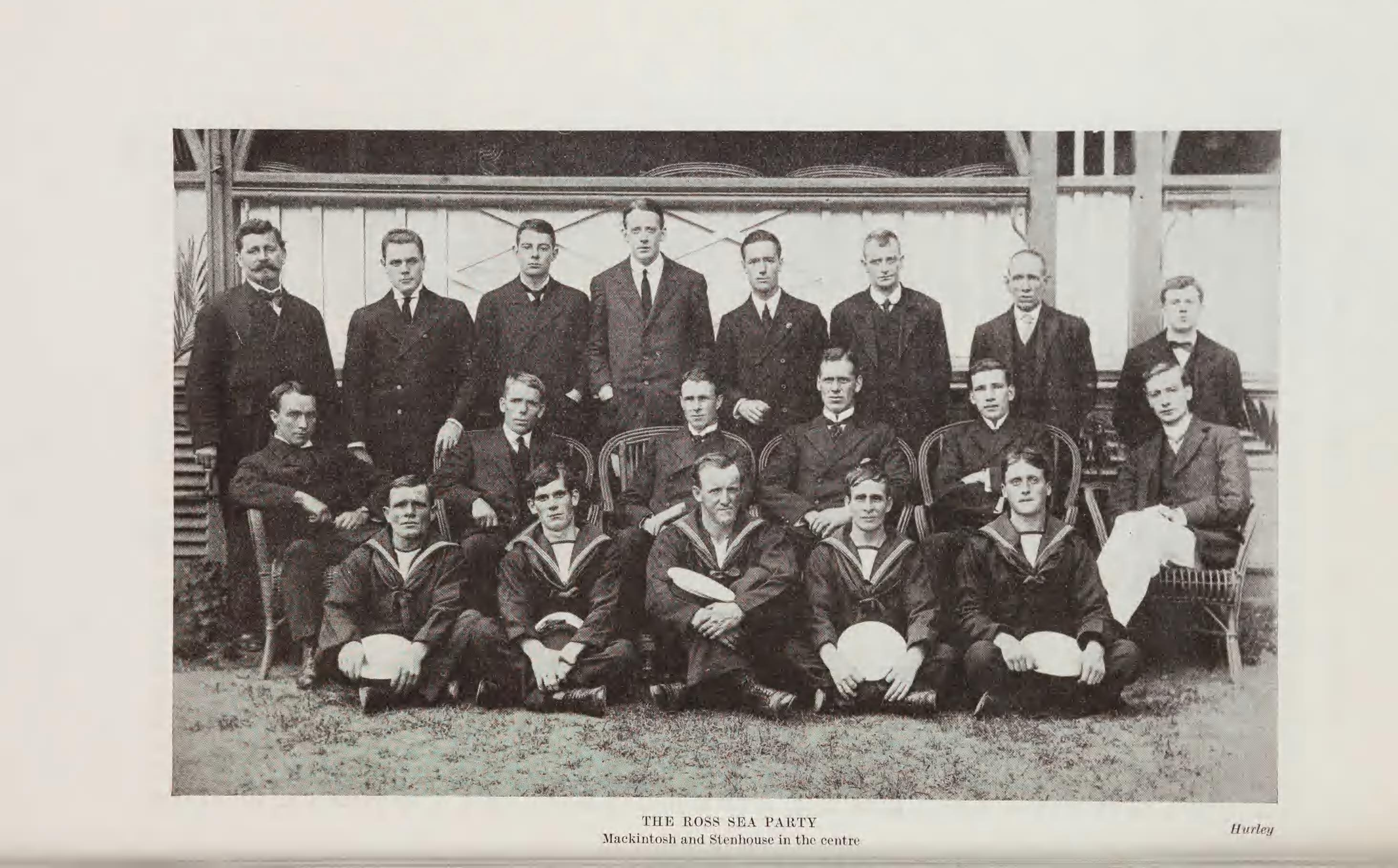
Grupa Morza Rossa (ang. Ross Sea party) – w środku Aeneas Mackintosh i Joseph Stenhouse

Druga grupa wyprawy nazywana jest zapomnianymi bohaterami Shackletona (ang. forgotten Shackleton's heroes). Grupa wypłynęła z portu Hobart na Tasmanii na dawnym statku Australijsko-azjatyckiej Wyprawy Antarktycznej (1911–1914) – „Aurorze” 24 grudnia 1914 roku. Następnego dnia dotarła do Macquarie Island, gdzie znajdowała się stacja meteorologiczna założona przez wyprawę Mawsona, dla której „Aurora” dostarczyła zapasy. W dalszą drogę wyruszono 31 grudnia i 7 stycznia dostrzeżono Górę Sabine’a na Ziemi Wiktorii.  
Celem grupy było założenie bazy w McMurdo Sound i rozstawienie składów zaopatrzenia dla Shackletona idącego od bieguna na północ. Członkowie tej wyprawy mieli wyjść na przeciw ekipie trawersującej kontynent i spotkać ją na Lodowcu Beardmore’a.
15 stycznia 1915 roku wyprawa dotarła do McMurdo Sound. Grupa składała się z niedoświadczonych uczestników i była słabo przygotowana na warunki antarktyczne.
20 lutego 1915 roku grupa założyła skład na wysokości 80°S. 6 maja statek wraz z zapasami został zepchnięty na szerokie wody, gdzie wkrótce utknął w paku lodowym, tracąc ster. Bez szans na uwolnienie się dryfował przez zimę w lodzie Morza Rossa. Grupa dziesięciu uczestników wyprawy utknęła na zimę na przylądku Cape Evans, gdzie wcześniej przebywała wyprawa Scotta. Trudy zimowania łagodził dostęp do zapasów pozostawionych przez wcześniejsze ekspedycje Scotta i Shackletona. Mimo to jeden z członków wyprawy, Arnold Spencer-Smith, zmarł wskutek szkorbutu. We wrześniu 1915 roku grupa wraz z czterema psami udała się założyć kolejne składy na odcinku do Mount Hope włącznie. W drodze powrotnej dwóch polarników – Aeneas Mackintosh i V.G. Hayward – zostało zepchniętych przez wiatr z lodu do morza i przepadli bez śladu. W lutym 1916 roku lód ustąpił i „Aurorze” udało się dotrzeć do Port Chalmers w Nowej Zelandii. Statek wraz z Shackletonem powrócił w styczniu 1917 roku zabierając ocalałych do Wellington w Nowej Zelandii.  

## Znaczenie wyprawy
Wyprawa nie zdołała osiągnąć żadnego z postawionych jej celów. Trzech uczestników zmarło. Utracono bezpowrotnie statek „Endurance”. Jednak brawurowe akcje ratunkowe Shackletona zapisały się w historii, a sam Shackleton jest stawiany za wzór lidera na szkoleniach dla managerów. 